# Доброводы (Черкасская область)
Доброво́ды (укр. Доброводи) — село в Уманском районе Черкасской области Украины.
Население по переписи 2001 года составляло 975 человек. Почтовый индекс — 20335. Телефонный код — 4744.

## Местный совет
20335, Черкасская обл., Уманский р-н, с. Доброводы, ул. Советская, 3а

## История
Между селами Доброводы, Легедзино и Майданецкое существовало большое трипольское поселение Доброводы общей площадью более 250 га. При раскопках археологи обнаружили, что в поселении было не менее 1 575 домов, которые были расположены по кругу, а за последним возвышался защитный вал. В поселении, вероятно, проживало 10 тыс. жителей и этот город существовал 4—5 тыс. лет назад.

## Галерея

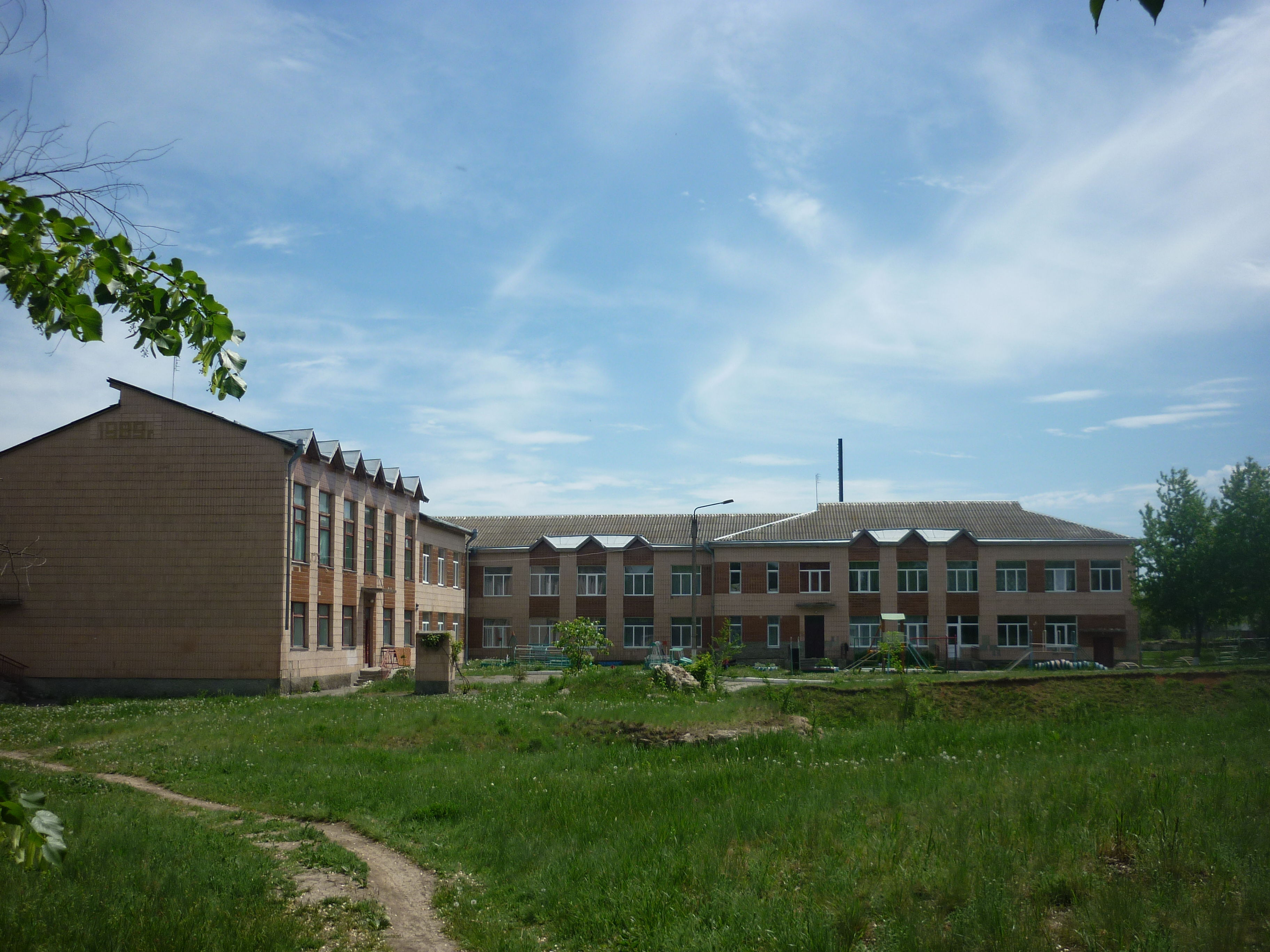
Школа
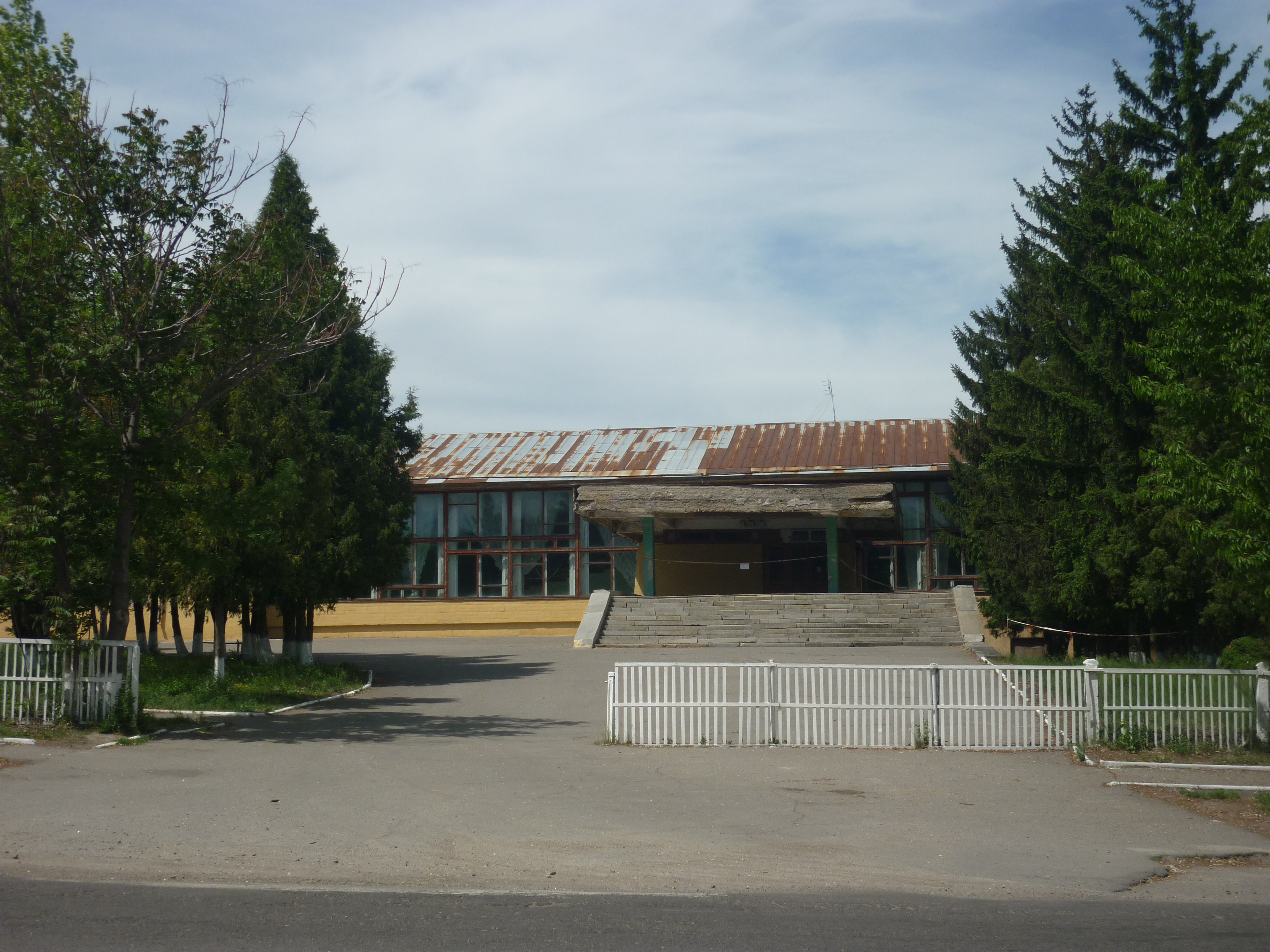
Дом культуры
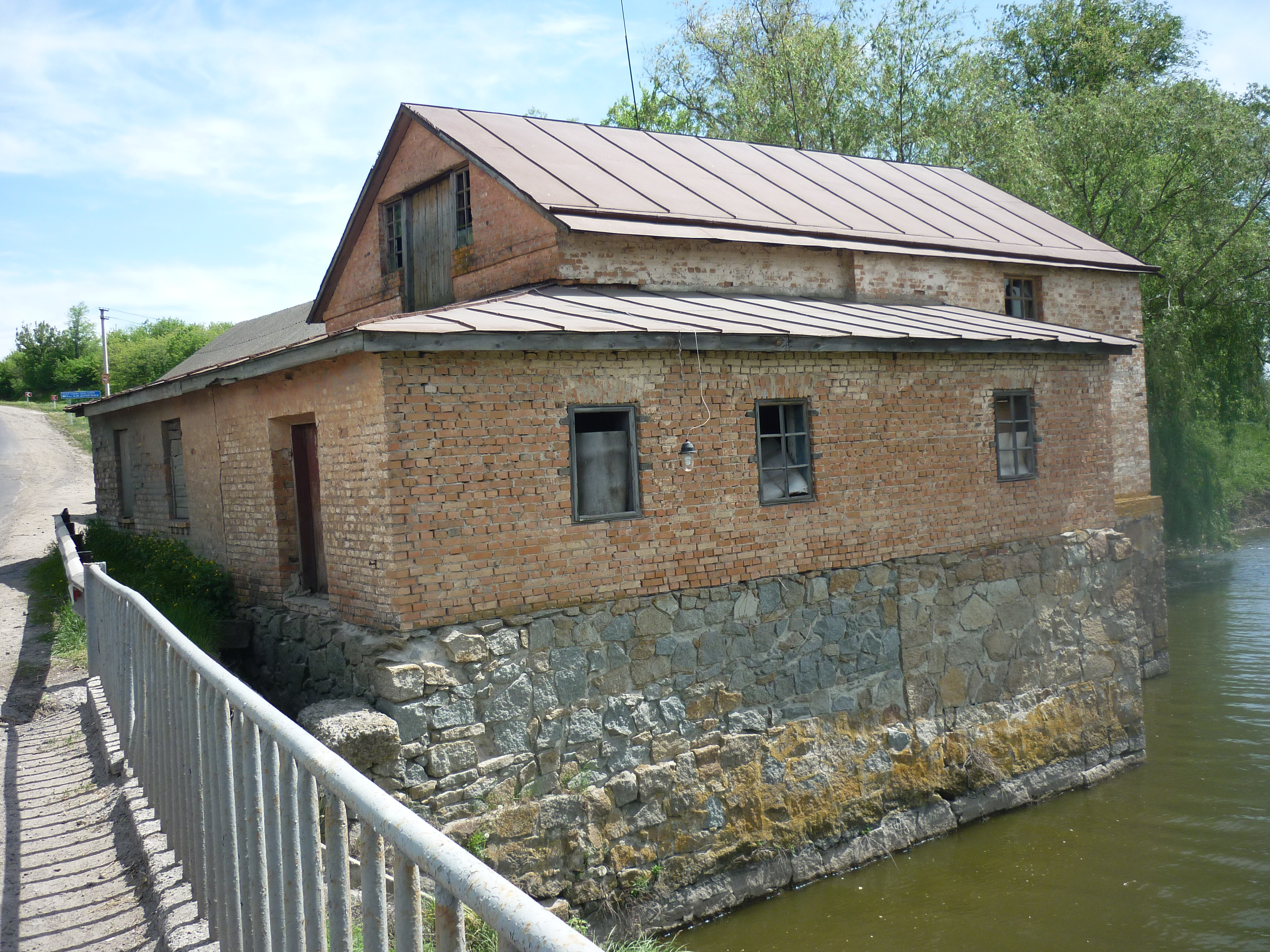
Водяная мельница
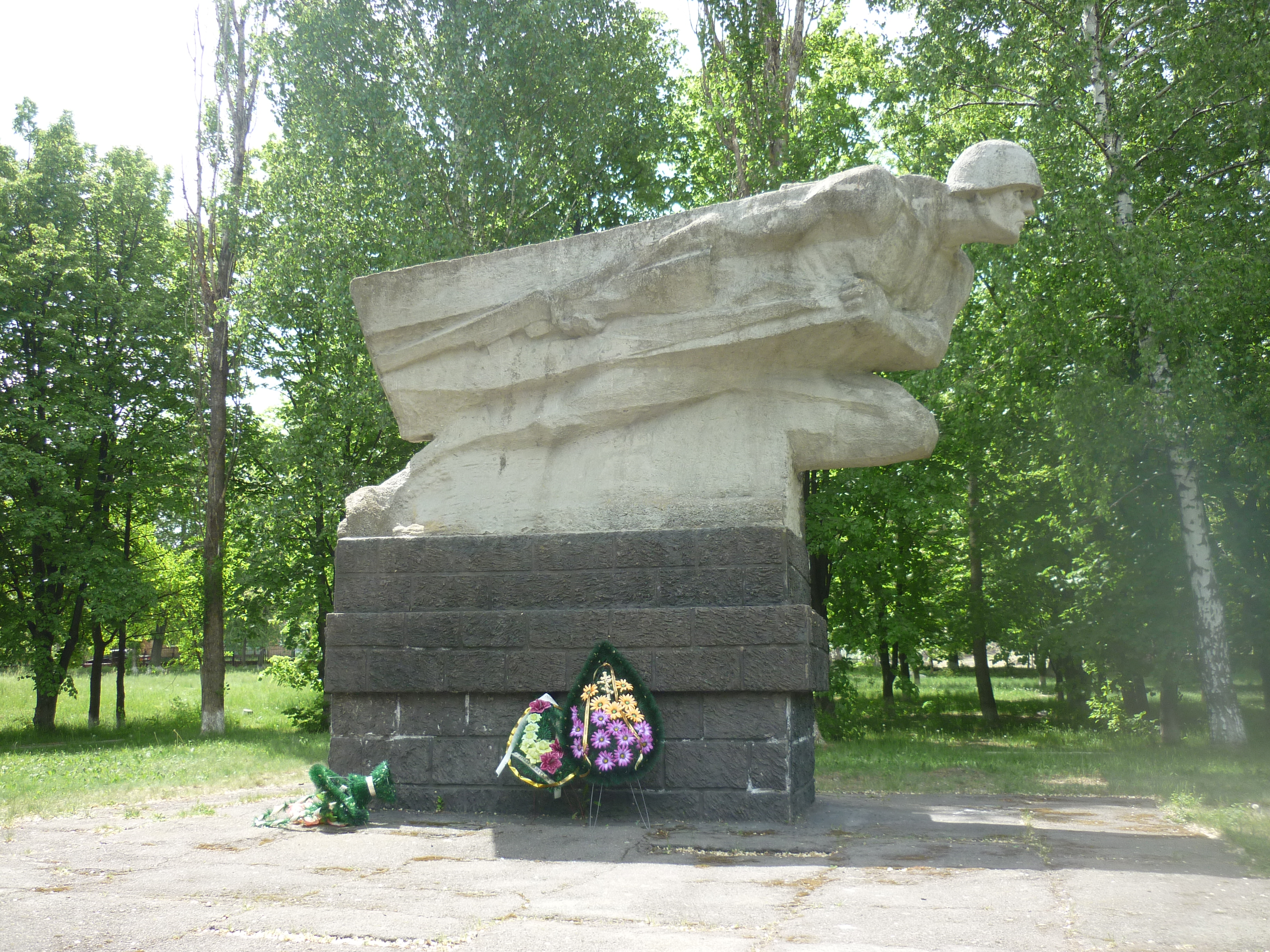
Памятник воинам СССР
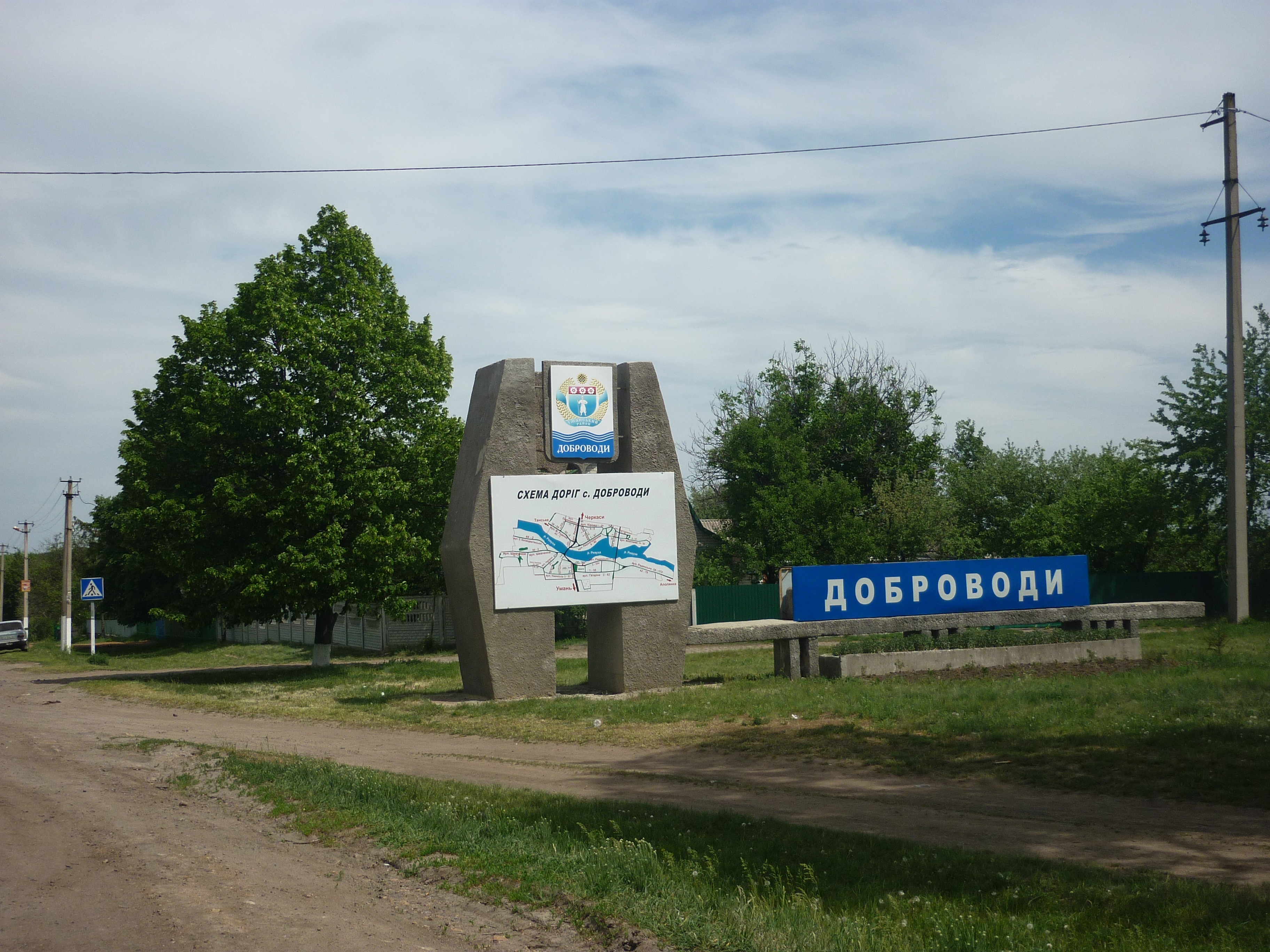
Схема села при въезде со стороны Умани